# 1989 في فنلندا
فيما يلي قوائم الأحداث التي وقعت خلال عام 1989 في فنلندا.

## ظهور
- 1 يناير – ثيركوثن

## مواليد

### يونيو
- 4 يونيو – هاري هليوفارا لاعب كرة مضرب فنلندي.

### أغسطس
- 28 أغسطس – فالتيري بوتاس[1]

## وفيات

### نوفمبر
- 18 نوفمبر – إدفين لايني (مواليد 1905) مخرج أفلام فنلندي.[2]